# Ravuama Samo
Ravuama Samo (ur. 19 sierpnia 1979 w Nadi) – fidżyjski rugbysta grający na pozycji filara młyna.
Powołany do reprezentacji Fidżi razem z bratem Radike Samo w czerwcu 2004 r. Zadebiutował jednak dopiero 25 czerwca 2005 w meczu przeciwko Tonga. Łącznie rozegrał w kadrze sześć oficjalnych meczów międzypaństwowych nie zdobywając żadnego punktu.